# Ricardo de Churruca y Dotres

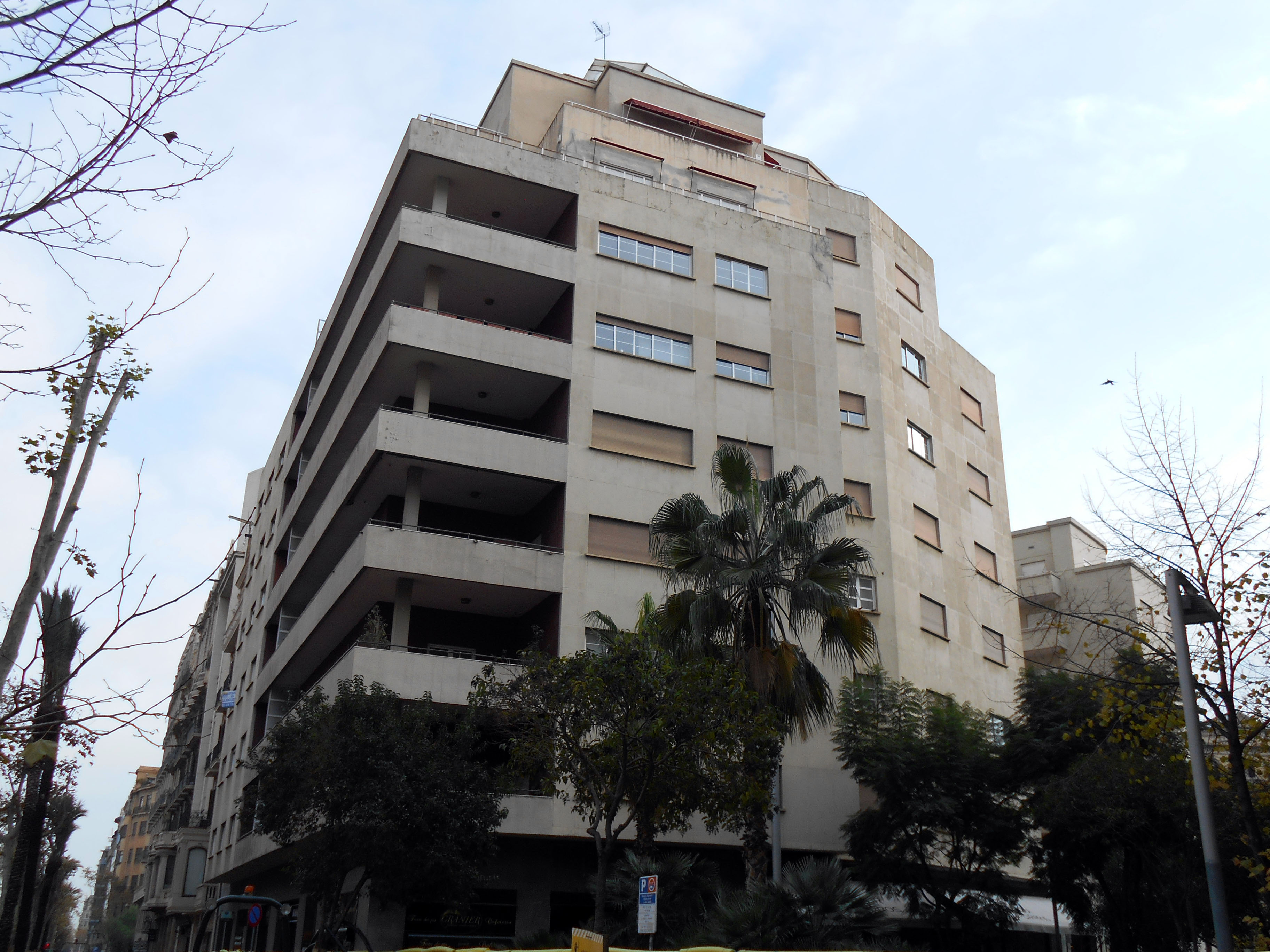
Edifici de Germán Rodríguez i Ricardo de Churruca a la confluència de l'Avinguda Diagonal, i els carrers d'Enric Granados i París a Barcelona.

Ricardo de Churruca y Dotres (Manila, 1900 - Barcelona, 1963) va ser un arquitecte i empresari espanyol.

## Biografia
Fill de Cosme de Churruca y Dotres Brunet Zinza, I comte de Churruca, i de Mercedes Dotres de los Santos, va néixer a Manila a causa del treball del seu pare, directiu de la Companyia General de Tabacs de Filipines. Era descendent de Cosme Damián de Churruca y Elorza, heroi de Trafalgar. Per part de pare era nebot del III marquès de Comillas i II comte de Güell, Joan Antoni Güell i López (1875-1958), que s'havia casat amb la seva tia Virginia Churruca y Dotres (1877-1950). El 1928 contragué matrimoni amb Isabel Colón de Carvajal y Hurtado de Mendoza, descendent de Cristòfor Colom.
Es va titular el 1926. Adscrit al racionalisme, va ser un dels fundadors del GATCPAC, juntament amb Josep Lluís Sert, Germà Rodríguez Arias, Raimon Duran i Reynals, Josep Torres Clavé i Sixte Illescas.
El 1929 va construir amb Francesc Fàbregas el Gran Hotel Atlántico, a Cadis. La seva principal realització és el Bloc Diagonal de Barcelona, en col·laboració amb Germà Rodríguez Arias, un complex de cinc blocs d'habitatges amb façanes que donen a l'avinguda Diagonal i als carrers d'Enric Granados i París. Els cinc blocs es van anar desenvolupant per fases, la primera iniciada el 1935 i l'última, després de la guerra civil, acabada el 1945. Altres obres seves a Barcelona són la Delegació del Patronat Nacional de Turisme, a la Gran Via de les Corts Catalanes, entre els carrers de Pau Claris i Roger de Llúria (1930); la casa Barangé (1931), a la plaça de Mons; els magatzems SEPU (1934), en col·laboració amb Ricard Ribas i Seva, a la Rambla dels Estudis; la casa Manuel Sanllehy (1935), a la Gran Via de les Corts Catalanes 737; i la casa Rosales (1935), al carrer d'Iradier, 3. També va construir una casa unifamiliar a Gavà (1932).
Passada la Guerra Civil Espanyola es va emmarcar en un estil més tradicional, encara que la seva activitat com a arquitecte va anar disminuint per dedicar-se al sector empresarial, fins a abandonar del tot la seva professió uns anys més tard.
Va ser també un eminent bibliòfil, i una conferència seva efectuada el 1956 a l'Associació de Bibliòfils de Barcelona va ser publicada amb el títol de La biblioteca particular.